# Armand Cortes

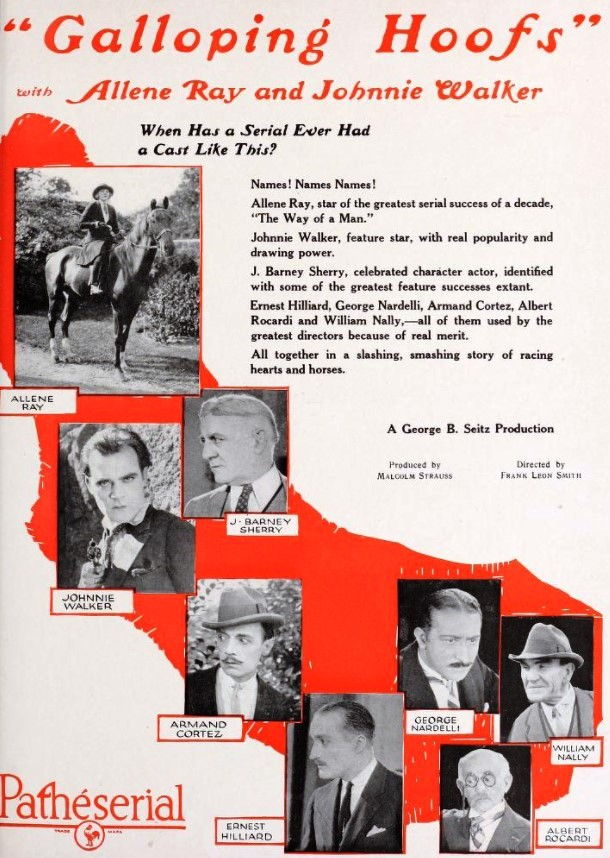
Publicité pour le film Galloping Hoofs.

Armand Cortes (né Armand François Cortès le 16 août 1880 à Nîmes, mort le 19 novembre 1948 à Los Angeles) est un acteur franco-américain qui a fait carrière aux États-Unis. Il est parfois crédité Armand Cortez.

## Biographie
Acteur dans des seconds rôles au cinéma depuis le muet jusqu'au parlant, il a par ailleurs eu divers rôles au théâtre, à la fin des années 1920 et au début des années 1930. Il a également participé à la revue musicale Star Time au Majestic Theater en 1944.

## Filmographie partielle
- 1916 : The Yellow Menace de Aubrey M. Kennedy : Hong Kong Harry
- 1917 : Seven Keys to Baldpate de Hugh Ford
- 1918 : Le Mystérieux héritage d'Arabella Flynn (Dodging a Million) de George Loane Tucker : Raquin
- 1920 : Le Retour de Tarzan (The Revenge of Tarzan) de Harry Revier et George M. Merrick : Nikolas Rokoff
- 1920 : His Temporary Wife de Joseph Levering : Leonard Devore
- 1924 : Wages of Virtue de Allan Dwan : Giuseppe
- 1925 : The Crowded Hour de E. Mason Hopper
- 1926 : La Coupe de Miami (The Palm Beach Girl) de Erle C. Kenton
- 1927 : The Music Master (en) de Allan Dwan : Pinac
- 1938 : La Huitième Femme de Barbe-Bleue (Bluebeard's Eighth Wife) de Ernst Lubitsch : l'assistant du directeur d'hôtel
- 1944 : Saboteur sans gloire (Uncertain Glory) de Raoul Walsh : le détective
- 1946 : Un fils accuse (The Searching Wind) de William Dieterle : le violoniste